# Еритрофобија
Еритрофобија је страх појединих, обично преосетљивих особа, да ће у одређеним друштвеним ситуацијама, нарочито у присуству више особа или ауторитета, неконтролисано поцрвенети. Прати га појачано знојење или осећај треме, што често онемогућава социјалну комуникацију на задовољавајући начин.
Овај чланак или његов део изворно је преузет из Речника социјалног рада Ивана Видановића уз одобрење аутора.